# Список астероїдів (1801—1900)
| Назва                            | Тимчасове позначення | Дата відкриття    | Місце відкриття                            | Відкривач                                              |
| -------------------------------- | -------------------- | ----------------- | ------------------------------------------ | ------------------------------------------------------ |
| 1801 Тітікака (Titicaca)         | 1952 SP1             | 23 вересня 1952   | Обсерваторія Ла-Плата                      | Міґель Іціґсон                                         |
| 1802 Чжан Хен (Zhang Heng)       | 1964 TW1             | 9 жовтня 1964     | Обсерваторія Цзицзіньшань                  | Обсерваторія Червона Гора                              |
| 1803 Цвіккі (Zwicky)             | 1967 CA              | 6 лютого 1967     | Ціммервальдська обсерваторія               | Пауль Вільд                                            |
| 1804 Чеботарьов (Chebotarev)     | 1967 GG              | 6 квітня 1967     | КрАО                                       | Смирнова Тамара Михайлівна                             |
| 1805 Дірікіс (Dirikis)           | 1970 GD              | 1 квітня 1970     | КрАО                                       | Черних Людмила Іванівна                                |
| 1806 Дерісе (Derice)             | 1971 LC              | 13 червня 1971    | Пертська обсерваторія                      | Пертська обсерваторія                                  |
| 1807 Словаччина (Slovakia)       | 1971 QA              | 20 серпня 1971    | Обсерваторія Скалнате Плесо                | Мілан Антал                                            |
| 1808 Беллерофон (Bellerophon)    | 2517 P-L             | 24 вересня 1960   | Паломарська обсерваторія                   | К. Й. ван Гаутен, І. ван Гаутен-Ґроневельд, Т. Герельс |
| 1809 Prometheus                  | 2522 P-L             | 24 вересня 1960   | Паломарська обсерваторія                   | К. Й. ван Гаутен, І. ван Гаутен-Ґроневельд, Т. Герельс |
| 1810 Epimetheus                  | 4196 P-L             | 24 вересня 1960   | Паломарська обсерваторія                   | К. Й. ван Гаутен, І. ван Гаутен-Ґроневельд, Т. Герельс |
| 1811 Брюер (Bruwer)              | 4576 P-L             | 24 вересня 1960   | Паломарська обсерваторія                   | К. Й. ван Гаутен, І. ван Гаутен-Ґроневельд, Т. Герельс |
| 1812 Ґільґамеш (Gilgamesh)       | 4645 P-L             | 24 вересня 1960   | Паломарська обсерваторія                   | К. Й. ван Гаутен, І. ван Гаутен-Ґроневельд, Т. Герельс |
| 1813 Імхотеп (Imhotep)           | 7589 P-L             | 17 жовтня 1960    | Паломарська обсерваторія                   | К. Й. ван Гаутен, І. ван Гаутен-Ґроневельд, Т. Герельс |
| 1814 Бах (Bach)                  | 1931 TW1             | 9 жовтня 1931     | Обсерваторія Гейдельберг-Кеніґштуль        | К. В. Райнмут                                          |
| 1815 Бетховен (Beethoven)        | 1932 CE1             | 27 січня 1932     | Обсерваторія Гейдельберг-Кеніґштуль        | К. В. Райнмут                                          |
| 1816 Ліберія (Liberia)           | 1936 BD              | 29 січня 1936     | Республіканська обсерваторія Йоганнесбурга | Сиріл Джексон                                          |
| 1817 Катанґа (Katanga)           | 1939 MB              | 20 червня 1939    | Республіканська обсерваторія Йоганнесбурга | Сиріл Джексон                                          |
| 1818 Брамс (Brahms)              | 1939 PE              | 15 серпня 1939    | Обсерваторія Гейдельберг-Кеніґштуль        | К. В. Райнмут                                          |
| 1819 Лапута (Laputa)             | 1948 PC              | 9 серпня 1948     | Республіканська обсерваторія Йоганнесбурга | Ернест Джонсон                                         |
| 1820 Логман (Lohmann)            | 1949 PO              | 2 серпня 1949     | Обсерваторія Гейдельберг-Кеніґштуль        | К. В. Райнмут                                          |
| 1821 Аконкаґуа (Aconcagua)       | 1950 MB              | 24 червня 1950    | Обсерваторія Ла-Плата                      | Міґель Іціґсон                                         |
| 1822 Вотерман (Waterman)         | 1950 OO              | 25 липня 1950     | Обсерваторія Ґете Лінка                    | Університет Індіани                                    |
| 1823 Ґлізе (Gliese)              | 1951 RD              | 4 вересня 1951    | Обсерваторія Гейдельберг-Кеніґштуль        | К. В. Райнмут                                          |
| 1824 Гаворт (Haworth)            | 1952 FM              | 30 березня 1952   | Обсерваторія Ґете Лінка                    | Університет Індіани                                    |
| 1825 Кларе (Klare)               | 1954 QH              | 31 серпня 1954    | Обсерваторія Гейдельберг-Кеніґштуль        | К. В. Райнмут                                          |
| 1826 Мілер (Miller)              | 1955 RC1             | 14 вересня 1955   | Обсерваторія Ґете Лінка                    | Університет Індіани                                    |
| 1827 Аткінсон (Atkinson)         | 1962 RK              | 7 вересня 1962    | Обсерваторія Ґете Лінка                    | Університет Індіани                                    |
| 1828 Каширіна (Kashirina)        | 1966 PH              | 14 серпня 1966    | КрАО                                       | Черних Людмила Іванівна                                |
| 1829 Довсон (Dawson)             | 1967 JJ              | 6 травня 1967     | Астрономічний комплекс Ель-Леонсіто        | Карлос Сеско, А. Р. Клемола                            |
| 1830 Поґсон (Pogson)             | 1968 HA              | 17 квітня 1968    | Ціммервальдська обсерваторія               | Пауль Вільд                                            |
| 1831 Ніколсон (Nicholson)        | 1968 HC              | 17 квітня 1968    | Ціммервальдська обсерваторія               | Пауль Вільд                                            |
| 1832 Мркос (Mrkos)               | 1969 PC              | 11 серпня 1969    | КрАО                                       | Черних Людмила Іванівна                                |
| 1833 Шмакова (Shmakova)          | 1969 PN              | 11 серпня 1969    | КрАО                                       | Черних Людмила Іванівна                                |
| 1834 Палах (Palach)              | 1969 QP              | 22 серпня 1969    | Гамбурзька обсерваторія                    | Любош Когоутек                                         |
| 1835 Ґайдарія (Gajdariya)        | 1970 OE              | 30 липня 1970     | КрАО                                       | Смирнова Тамара Михайлівна                             |
| 1836 Комаров (Komarov)           | 1971 OT              | 26 липня 1971     | КрАО                                       | Черних Микола Степанович                               |
| 1837 Осіта (Osita)               | 1971 QZ1             | 16 серпня 1971    | Астрономічний комплекс Ель-Леонсіто        | Джеймс Ґібсон                                          |
| 1838 Урса (Ursa)                 | 1971 UC              | 20 жовтня 1971    | Ціммервальдська обсерваторія               | Пауль Вільд                                            |
| 1839 Раґацца (Ragazza)           | 1971 UF              | 20 жовтня 1971    | Ціммервальдська обсерваторія               | Пауль Вільд                                            |
| 1840 Гус (Hus)                   | 1971 UY              | 26 жовтня 1971    | Гамбурзька обсерваторія                    | Любош Когоутек                                         |
| 1841 Масарик (Masaryk)           | 1971 UO1             | 26 жовтня 1971    | Гамбурзька обсерваторія                    | Любош Когоутек                                         |
| 1842 Гінек (Hynek)               | 1972 AA              | 14 січня 1972     | Гамбурзька обсерваторія                    | Любош Когоутек                                         |
| 1843 Ярміла (Jarmila)            | 1972 AB              | 14 січня 1972     | Гамбурзька обсерваторія                    | Любош Когоутек                                         |
| 1844 Сусільва (Susilva)          | 1972 UB              | 30 жовтня 1972    | Ціммервальдська обсерваторія               | Пауль Вільд                                            |
| 1845 Хелевальда (Helewalda)      | 1972 UC              | 30 жовтня 1972    | Ціммервальдська обсерваторія               | Пауль Вільд                                            |
| 1846 Бенгт (Bengt)               | 6553 P-L             | 24 вересня 1960   | Паломарська обсерваторія                   | К. Й. ван Гаутен, І. ван Гаутен-Ґроневельд, Т. Герельс |
| 1847 Штоббе (Stobbe)             | A916 CA              | 1 лютого 1916     | Гамбурзька обсерваторія                    | Гольґер Тіле                                           |
| 1848 Делво (Delvaux)             | 1933 QD              | 18 серпня 1933    | Королівська обсерваторія Бельгії           | Ежен Жозеф Дельпорт                                    |
| 1849 Кресак (Kresak)             | 1942 AB              | 14 січня 1942     | Обсерваторія Гейдельберг-Кеніґштуль        | К. В. Райнмут                                          |
| 1850 Когоутек (Kohoutek)         | 1942 EN              | 23 березня 1942   | Обсерваторія Гейдельберг-Кеніґштуль        | К. В. Райнмут                                          |
| 1851 Лакрут (Lacroute)           | 1950 VA              | 9 листопада 1950  | Алжирська обсерваторія                     | Луї Буаєр                                              |
| 1852 Карпентер (Carpenter)       | 1955 GA              | 1 квітня 1955     | Обсерваторія Ґете Лінка                    | Університет Індіани                                    |
| 1853 Макелрой (McElroy)          | 1957 XE              | 15 грудня 1957    | Обсерваторія Ґете Лінка                    | Університет Індіани                                    |
| 1854 Скворцов (Skvortsov)        | 1968 UE1             | 22 жовтня 1968    | КрАО                                       | Смирнова Тамара Михайлівна                             |
| 1855 Корольов (Korolev)          | 1969 TU1             | 8 жовтня 1969     | КрАО                                       | Черних Людмила Іванівна                                |
| 1856 Ружена (Ruzena)             | 1969 TW1             | 8 жовтня 1969     | КрАО                                       | Черних Людмила Іванівна                                |
| 1857 Пархоменко (Parchomenko)    | 1971 QS1             | 30 серпня 1971    | КрАО                                       | Смирнова Тамара Михайлівна                             |
| 1858 Лобачевський (Lobachevskij) | 1972 QL              | 18 серпня 1972    | КрАО                                       | Журавльова Людмила Василівна                           |
| 1859 Ковалевська (Kovalevskaya)  | 1972 RS2             | 4 вересня 1972    | КрАО                                       | Журавльова Людмила Василівна                           |
| 1860 Барбаросса (Barbarossa)     | 1973 SK              | 28 вересня 1973   | Ціммервальдська обсерваторія               | Пауль Вільд                                            |
| 1861 Коменскі (Komensky)         | 1970 WB              | 24 листопада 1970 | Гамбурзька обсерваторія                    | Любош Когоутек                                         |
| 1862 Аполлон (Apollo)            | 1932 HA              | 24 квітня 1932    | Обсерваторія Гейдельберг-Кеніґштуль        | К. В. Райнмут                                          |
| 1863 Antinous                    | 1948 EA              | 7 березня 1948    | Обсерваторія Лік                           | Карл Альвар Віртанен                                   |
| 1864 Daedalus                    | 1971 FA              | 24 березня 1971   | Паломарська обсерваторія                   | Т. Герельс                                             |
| 1865 Цербер                      | 1971 UA              | 26 жовтня 1971    | Гамбурзька обсерваторія                    | Любош Когоутек                                         |
| 1866 Sisyphus                    | 1972 XA              | 5 грудня 1972     | Ціммервальдська обсерваторія               | Пауль Вільд                                            |
| 1867 Deiphobus                   | 1971 EA              | 3 березня 1971    | Астрономічний комплекс Ель-Леонсіто        | Карлос Сеско                                           |
| 1868 Thersites                   | 2008 P-L             | 24 вересня 1960   | Паломарська обсерваторія                   | К. Й. ван Гаутен, І. ван Гаутен-Ґроневельд, Т. Герельс |
| 1869 Philoctetes                 | 4596 P-L             | 24 вересня 1960   | Паломарська обсерваторія                   | К. Й. ван Гаутен, І. ван Гаутен-Ґроневельд, Т. Герельс |
| 1870 Glaukos                     | 1971 FE              | 24 березня 1971   | Паломарська обсерваторія                   | К. Й. ван Гаутен, І. ван Гаутен-Ґроневельд, Т. Герельс |
| 1871 Astyanax                    | 1971 FF              | 24 березня 1971   | Паломарська обсерваторія                   | К. Й. ван Гаутен, І. ван Гаутен-Ґроневельд, Т. Герельс |
| 1872 Helenos                     | 1971 FG              | 24 березня 1971   | Паломарська обсерваторія                   | К. Й. ван Гаутен, І. ван Гаутен-Ґроневельд, Т. Герельс |
| 1873 Agenor                      | 1971 FH              | 25 березня 1971   | Паломарська обсерваторія                   | К. Й. ван Гаутен, І. ван Гаутен-Ґроневельд, Т. Герельс |
| 1874 Кацівелія (Kacivelia)       | A924 RC              | 5 вересня 1924    | Сімеїз                                     | Сергій Бєлявський                                      |
| 1875 Неруда (Neruda)             | 1969 QQ              | 22 серпня 1969    | Гамбурзька обсерваторія                    | Любош Когоутек                                         |
| 1876 Наполітанія (Napolitania)   | 1970 BA              | 31 січня 1970     | Паломарська обсерваторія                   | Чарльз Коваль                                          |
| 1877 Марсден (Marsden)           | 1971 FC              | 24 березня 1971   | Паломарська обсерваторія                   | Т. Герельс                                             |
| 1878 Х'юз (Hughes)               | 1933 QC              | 18 серпня 1933    | Королівська обсерваторія Бельгії           | Ежен Жозеф Дельпорт                                    |
| 1879 Бродерструм (Broederstroom) | 1935 UN              | 16 жовтня 1935    | Республіканська обсерваторія Йоганнесбурга | Гендрік ван Ґент                                       |
| 1880 МакКроскі (McCrosky)        | 1940 AN              | 13 січня 1940     | Обсерваторія Гейдельберг-Кеніґштуль        | К. В. Райнмут                                          |
| 1881 Шао (Shao)                  | 1940 PC              | 3 серпня 1940     | Обсерваторія Гейдельберг-Кеніґштуль        | К. В. Райнмут                                          |
| 1882 Раума (Rauma)               | 1941 UJ              | 15 жовтня 1941    | Турку                                      | Отерма Люсі                                            |
| 1883 Ріміто (Rimito)             | 1942 XA              | 4 грудня 1942     | Турку                                      | Ірйо Вяйсяля                                           |
| 1884 Скіп (Skip)                 | 1943 EB1             | 2 березня 1943    | Обсерваторія Ніцци                         | Марґеріт Ложьє                                         |
| 1885 Гереро (Herero)             | 1948 PJ              | 9 серпня 1948     | Республіканська обсерваторія Йоганнесбурга | Ернест Джонсон                                         |
| 1886 Ловел (Lowell)              | 1949 MP              | 21 червня 1949    | Ловеллівська обсерваторія                  | Г. Л. Джіклас                                          |
| 1887 Віртон (Virton)             | 1950 TD              | 5 жовтня 1950     | Королівська обсерваторія Бельгії           | Сильвен Арен                                           |
| 1888 Цзу Чун-Чжи (Zu Chong-Zhi)  | 1964 VO1             | 9 листопада 1964  | Обсерваторія Цзицзіньшань                  | Обсерваторія Червона Гора                              |
| 1889 Пахмутова (Pakhmutova)      | 1968 BE              | 24 січня 1968     | КрАО                                       | Черних Людмила Іванівна                                |
| 1890 Коношенкова (Konoshenkova)  | 1968 CD              | 6 лютого 1968     | КрАО                                       | Черних Людмила Іванівна                                |
| 1891 Ґондола (Gondola)           | 1969 RA              | 11 вересня 1969   | Ціммервальдська обсерваторія               | Пауль Вільд                                            |
| 1892 Лусієнна (Lucienne)         | 1971 SD              | 16 вересня 1971   | Ціммервальдська обсерваторія               | Пауль Вільд                                            |
| 1893 Якоба (Jakoba)              | 1971 UD              | 20 жовтня 1971    | Ціммервальдська обсерваторія               | Пауль Вільд                                            |
| 1894 Гаффнер (Haffner)           | 1971 UH              | 26 жовтня 1971    | Гамбурзька обсерваторія                    | Любош Когоутек                                         |
| 1895 Ларінк (Larink)             | 1971 UZ              | 26 жовтня 1971    | Гамбурзька обсерваторія                    | Любош Когоутек                                         |
| 1896 Беєр (Beer)                 | 1971 UC1             | 26 жовтня 1971    | Гамбурзька обсерваторія                    | Любош Когоутек                                         |
| 1897 Гінд (Hind)                 | 1971 UE1             | 26 жовтня 1971    | Гамбурзька обсерваторія                    | Любош Когоутек                                         |
| 1898 Ковелл (Cowell)             | 1971 UF1             | 26 жовтня 1971    | Гамбурзька обсерваторія                    | Любош Когоутек                                         |
| 1899 Кроммелін (Crommelin)       | 1971 UR1             | 26 жовтня 1971    | Гамбурзька обсерваторія                    | Любош Когоутек                                         |
| 1900 Катюша (Katyusha)           | 1971 YB              | 16 грудня 1971    | КрАО                                       | Смирнова Тамара Михайлівна                             |

| Астероїди 1—10000 → |           |           |           |           |           |           |           |           |            |
| 1—100               | 1001—1100 | 2001—2100 | 3001—3100 | 4001—4100 | 5001—5100 | 6001—6100 | 7001—7100 | 8001—8100 | 9001—9100  |
| 101—200             | 1101—1200 | 2101—2200 | 3101—3200 | 4101—4200 | 5101—5200 | 6101—6200 | 7101—7200 | 8101—8200 | 9101—9200  |
| 201—300             | 1201—1300 | 2201—2300 | 3201—3300 | 4201—4300 | 5201—5300 | 6201—6300 | 7201—7300 | 8201—8300 | 9201—9300  |
| 301—400             | 1301—1400 | 2301—2400 | 3301—3400 | 4301—4400 | 5301—5400 | 6301—6400 | 7301—7400 | 8301—8400 | 9301—9400  |
| 401—500             | 1401—1500 | 2401—2500 | 3401—3500 | 4401—4500 | 5401—5500 | 6401—6500 | 7401—7500 | 8401—8500 | 9401—9500  |
| 501—600             | 1501—1600 | 2501—2600 | 3501—3600 | 4501—4600 | 5501—5600 | 6501—6600 | 7501—7600 | 8501—8600 | 9501—9600  |
| 601—700             | 1601—1700 | 2601—2700 | 3601—3700 | 4601—4700 | 5601—5700 | 6601—6700 | 7601—7700 | 8601—8700 | 9601—9700  |
| 701—800             | 1701—1800 | 2701—2800 | 3701—3800 | 4701—4800 | 5701—5800 | 6701—6800 | 7701—7800 | 8701—8800 | 9701—9800  |
| 801—900             | 1801—1900 | 2801—2900 | 3801—3900 | 4801—4900 | 5801—5900 | 6801—6900 | 7801—7900 | 8801—8900 | 9801—9900  |
| 901—1000            | 1901—2000 | 2901—3000 | 3901—4000 | 4901—5000 | 5901—6000 | 6901—7000 | 7901—8000 | 8901—9000 | 9901—10000 |